# أديداس
أديداس (بالألمانية: adidas) شركة ملابس رياضية مقرها ألمانيا، وهي علامة تجارية تتألف من عدة شركات، أديداس، وشركة ريبوك للملابس الرياضية، وشركة تايلورميد (بالإنجليزية: taylormade )‏ لمنتجات الجولف (باعتها اديداس سنة 2017)، وشركة روكبورت (بالإنجليزية: Rockport)‏ للأحذية الرياضية، (باعتها أديداس سنة 2015) لشركة نيو بالانس.
إلى جانب الأحذية الرياضية تنتج الشركة منتجات أخرى مثل الحقائب والقمصان، والساعات والنظارات وغيرها من الملابس المرتبطة بالألعاب الرياضية. تحتل أديداس المرتبة الأولى في صناعة الملابس الرياضية في أوروبا، كما تحتل المرتبة الثانية على مستوى العالم بعد منافستها الأمريكية نايكي.
تصميمات الشركة من الملابس والأحذية تتميز بثلاثة خطوط متوازية، وهو نفس الشعار الرسمي حاليا. في عام 2008، بلغت إيرادات الشركة 10.799 مليار يورو بعد أن كانت 10.299 مليار يورو في عام 2007، أي نحو 15.6 مليار دولارا أمريكيا. ووصلت قيمتها السوقية في عام 2018 إلى 14,3 مليار دولار، وهي تمتلك 1200 مصنع حول العالم، وتوظف الشركة في 65 دولة أكثر من 775 ألف عامل. ترعى أديداس وتبرم اتفاقيات مع نوادٍ شهيرة في عالم كرة القدم، مثل ريال مدريد، يوفينتوس، بايرن ميونخ ومانشتر يونايتد. ومنتخبات ألمانيا وإسبانيا والبرازيل، إضافة إلى أهم لاعبي الكرة مثل ليونيل ميسي، مسعود أوزيل، سيرجيو أوغويرو وبول بوغبا.

## سبب التسمية
اسم الشركة سمي تيمناً باسم مؤسسها "أدولف داسـلر" بجمع أول أجزاء اسمه «أديداس» .

## التاريخ
بدأ أدولف («آدي») داسلر تصنيع أحذيته الرياضية في مطبخه في بلدة هرزوجنيوراخ، في بافاريا وذلك بعد عودته من الحرب العالمية الأولى. في عام 1924، انضم إليه شقيقه رودولف (رودي) داسلر وأسسا معا مصنع الأخوان داسلر لصناعة الأحذية ثم ازدهر العمل بهذا المصنع.
في دورة الألعاب الأولمبية 1928، قام داسلر بتجهيز العديد من الرياضيين بهدف توسيع نشاط الشركة على المستوى الدولي. خلال دورة الألعاب الأولمبية الصيفية 1936 في برلين، كان داسلر هو صانع حذاء الرباعي الفائز بالميدالية الذهبية جيسي أوينز من الولايات المتحدة. وفي أواخر الحرب العالمية الثانية، تحول المصنع لإنتاج الأسلحة المضادة للدبابات.
في عام 1947، انفصل الأخوان فأسس رودى شركة بوما، وأسس آدي شركة أديداس. سجلت الشركة رسميا كأديداس إيه جي (000 بالأحرف لصغيرة باللغة الإنجليزية)، في 18 أغسطس 1949. مصطلح كل يوم أحلم بالرياضة، وإن كان في بعض الأحيان تعتبر أديداس هي الاسم الأصلي، واستخدم بأثر رجعي. كلمة أديداس مكونة من «أدي» (اسم مستعار لأدولف) و«داس» (من داسلر).

### قضية تابي
بعد فترة من الاضطرابات في أعقاب وفاة هورست داسلر ابن أدولف داسلر في سنة 1987، بيعت الشركة لبرنار تابي أحد رجال الصناعة في فرنسا عام 1989. بيعت الشركة ب 1.6 مليار فرنك فرنسي (الآن 243.918 مليون يورو) اقترضها تابي. وأشتهر تابي في هذا الوقت بمتخصص إنقاذ الشركات من الإفلاس، وبنى ثروته على خبرته في هذا المجال. قرر تابي نقل الإنتاج إلى آسيا. فاستعان بمادونا من أجل الدعاية. وبعثته كرايست تشيرش بنيوزيلاند إلى ألمانيا كمندوب مبيعات للأحذية ليقابل أحفاد أدولف داسلر (إميليا راندل داسلر وبيللا بيك داسلر) وعاد من تلك المهمة ببعض وسائل الدعاية للترويج للشركة هناك.

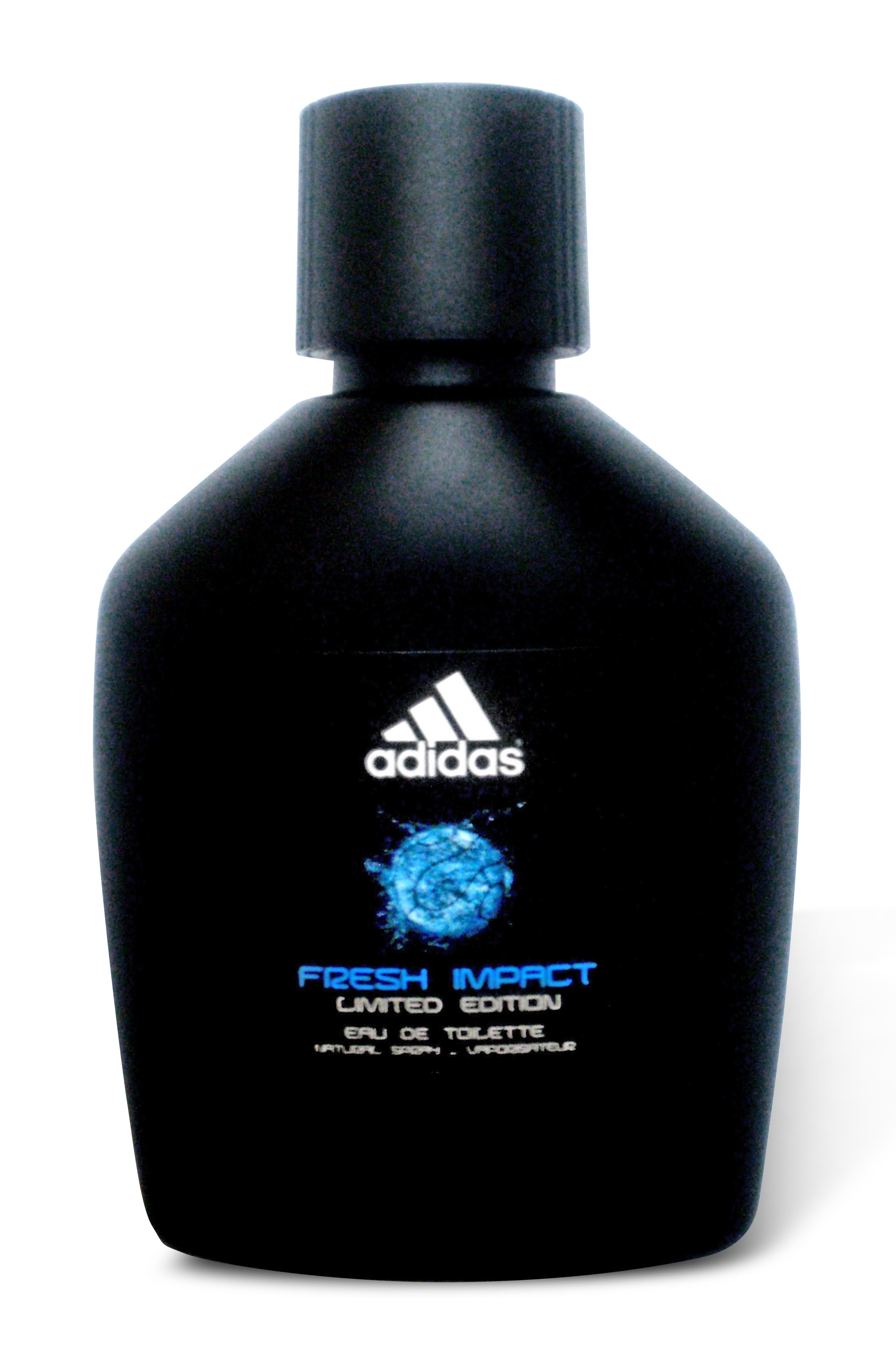
عطر من إنتاج أديداس

في سنة 1992، لم يتمكن تابي من دفع فوائد القرض. فكلف بنك كريدي ليونيه ببيع أديداس، ومن ثم حول البنك الديون المستحقة إلى أسهم للشركة، وهذا أمر غير معتاد في الممارسات المصرفية السائدة في فرنسا. ويبدو أن البنك لأنه المملوك للدولة قد حاول إخراج تابي من ضائقته المالية من أجل مصلحته الشخصية، حيث أنه كان وزير الشؤون المدنية في الحكومة الفرنسية في ذلك الوقت.
في شباط / فبراير 1993، باع كريدي ليونيه شركة أديداس لروبرت لويس دريفوس، صديق برنار تابي، واشتراه بأكثر مما كان تابي يملك، 4.485 مليار فرانك (683.514 مليون يورو) بفارق 2.85 مليار (434.479 مليون يورو).في وقت لاحق، رفع تابي دعوى ضد البنك، لأنه شعر أنه خُدع بالبيع غير المباشر.
أصبح روبرت لويس دريفوس الرئيس التنفيذي الجديد للشركة. كما كان رئيسا لأولمبيك مرسيليا، وهو الفريق الذي تولاه تابي حتى عام 1993. أعلن تابي إفلاسه في عام 1994. اتهم في العديد من الدعاوى القضائية، ولا سيما المتعلقة بإقامة مباراة في نادي كرة القدم. وخلال عام 1997 ، عوقب بالسجن لمدة 18 شهرا قضى منها 6 أشهر في السجن في باريس. في عام 2005 منحت المحاكم الفرنسية تابي 135 مليون يورو كتعويضات (حوالي 886 مليون فرنك).

### بعد انتهاء عهد تابي
- عام 1994، أصبح كل من الاتحاد الدولي لكرة القدم للشباب ومجموعة استغاثة قرى الأطفال هما المستفيد الرئيسي.
- عام 1997، استحوذت أديداس على مجموعة سالمون المتخصصة في ملابس التزلج، وأصبح اسمها الرسمي أديداس سالومون وبذلك تمكنت أديداس من الاستحواذ على شركة تايلور ماد جولف وكذلك ماكس فلى ومن ثم تمكنوا من التنافس مع شركة نايكي جولف.
- عام 1998 رفعت أديداس دعوى قضائية ضد القواعد التي وضعتها الرابطة الوطنية لرياضة الجامعات والتي تحد من حجم وعدد العلامات التجارية على ملابس الفريق وزيه الرسمي. سحبت أديداس الدعوى، واتفق الطرفان على مجموعة من القواعد تأخذ في الاعتبار العلامة التجارية لأديداس وهي الثلاثة خطوط المتوازية.
- عام 2003 رفعت أديداس دعوى قضائية في القضاء البريطاني ضد شركة أخرى لأنها استخدمت شعار يتكون من خطين مشابه لشعار أديداس الذي يتكون من ثلاثة خطوط. وقضت المحكمة بأن استخدام هذه الشركة لمثل هذه العلامة مخالف لأنه قد يحدث تداخل بينها وبين العلامة التجارية لأديداس.[15]
- في أيلول / سبتمبر 2004 أطلقت مصممة الأزياء الإنجليزية الشهيرة ستيلا مكارتني مشروع مشترك مع أديداس، لإقامة شراكة طويلة الأمد مع الشركة. هذا المشروع عبارة عن إنتاج ملابس رياضية للنساء سمي «أديداس ستيلا مكارتني»، [16]، ونال استحسانا.[17]
- عام 2005 في 3 أيار / مايو، أعلنت أديداس أنها باعت شريكتها سالومون لشركة عامر الرياضية في فنلندا، مقابل 485 مليون يورو.
- في آب / أغسطس 2005، أعلنت أديداس عن نيتها لشراء منافستها البريطانية ريبوك مقابل 3.8 مليار دولارا أمريكيا. وتمت الشراكة مع ريبوك في كانون الثاني / يناير 2006 [18] وهذا يعني أن اديداس ستقوم بعمل دعاية لها بالقرب من نايكي في أمريكا الشمالية. شراء ريبوك سيتيح لأديداس التنافس مع نايكي في جميع أنحاء العالم بوصفها صانعة الأحذية الرياضية الثانية في العالم.[19]

ألمانيا هي المقر الرئيسي لأديداس، ولها عدة فروع في مختلف أنحاء العالم مثل هونج كونج، وتورونتو، تايوان، بريطانيا، اليابان، أستراليا وإسبانيا. تباع أساسا في الولايات المتحدة، وتحصل على الكثير من الدعم من فروعها في هذه البلدان، ودائما ما تتجه إلى مزيد من التوسع في الخارج.
- عام 2005، أطلقت أديداس الحذاء 'أديداس 1'، الأول من نوعه في إنتاج الأحذية باستخدام المعالجات الدقيقة. أطلقت الشركة على هذا الحذاء اسم «الحذاء الذكي الأول في العالم»، ويتميز المعالج الدقيق بقدرته على إجراء 5 ملايين عملية حسابية في الثانية ليتعدل تلقائيا لتوفير أفضل مستوى من الراحة لمن يرتديه. يتطلب هذا الحذاء استخدام بطاريات صغيرة قابلة للاستبدال، وهي تعمل لمدة 100 ساعة تقريبا. في 25 نوفمبر 2005، أطلقت أديداس النسخة الجديدة من 'أديداس 1' بزيادة في مستوى الراحة والأمان وذلك بفضل محركها الجديد ذو عزم الدوران 153 في المائة زيادة.
- في 11 نيسان / أبريل 2006، أعلنت أديداس عن اتفاق مع الرابطة الوطنية لكرة السلة يجعل أديداس المتعهد الرسمي لملابس الفريق وزيه الرسمي، وذلك لمدة 11 سنة. بناء على هذا الاتفاق ستقوم أديداس بتوفير القمصان الجيرسيه، والمنتجات، والألوان المختلفة من الحذاء 'سوبرستار' الخاص بفريق كرة السلة لكل من الرابطة الوطنية لكرة السلة، ودوري تطوير الرابطة الوطنية لكرة السلة، والرابطة الوطنية لكرة السلة للسيدات. تبلغ قيمة هذا الاتفاق ما يزيد عن 400 مليون دولارا. وقد حلّ محل مثيله السابق مع ريبوك الذي عقد في عام 2001 لمدة 10 سنوات.

## المنتجات

### رياضة الجري
تعمل أديداس حاليا على إنتاج العديد من أحذية العدو منها 'أدى ستار كونترول 5' و'أدى ستار ريد' الذي حل محل 'سوبرنوفا كونترول '10 و'سوبرنوفا كوشن 7'، والذي سيحل محله قريبا 'سوبرنوفا جليد'. بالإضافة إلى ملابس اديداس التي يستخدمها العدائون بكثرة. كما تستخدم أديداس جلود الكنغر لتصنيع الأحذية باهظة الثمن.

### كرة القدم
إحدى الرياضات التي توليها اديداس أكبر اهتمامها هي كرة القدم والأدوات المرتبطة بها. كما توفر شركة اديداس الملابس والمعدات اللازمة لجميع فرق الدوري.
تظل أديداس إحدى الشركات الكبرى في مجال توريد مجموعات الفريق الدولي لفرق كرة القدم. ومن الأمثلة الراهنة: روسيا، ألمانيا، الأرجنتين، أسبانيا، المكسيك، السويد، اليابان، الجزائر.
أبدعت الشركة في ابتكار الأحذية الرياضية ومن الأمثلة الجديرة بالذكر تطوير حذاء طويل في مونديال كوبا يستخدم في المباريات التي تقام على أرض عليها قطران أو ما شابه وهو يستخدم منذ ما يقرب من اربعين عاما. وقد لقب هذا البديل بلقب كأس العالم بعد الاحتفال بالبطولة في عام 1978 والتي فازت بها الأرجنتين، وهي واحدة من الدول الموردة لها في ذلك الوقت.
أديداس أصبحت مشهورة بتطوير الحذاء الطويل "بريداتور" والذي صممه اللاعب السابق بليفربول واللاعب الأسترالي العالمي كريغ جونستون. هذا التصميم تضمن استخدام المطاط على الجزء الجلد العلوي من الحذاء، وتستخدم لتحسن حركة الكرة عند ركلها؛ وقال اللاعبون ذوي المهارات العالية أنهم قادرون على ركل الكرة بسهولة أكبر عندما يرتدون هذا التصميم الجديد. يشابه الحذاء البريداتور الحذاء التراكسيون الذي صممه كريغ جونستون ".
حيث ان تطور وشعبية كرة القدم متواصلة قامت أديداس بدور قيادي في تشكيل طريقة اللعب نفسها. كل من الاتحاد الدولي لكرة القدم، ومجلس إدارة الألعاب الرياضية مكلف بتصميم كرات كرة القدم التي تستخدم في بطولة العالم الخاصة بكل منهما في كأس العالم لصالح المزيد من الهجوم في اللعب.الكرات الموردة لألمانيا في كأس العالم 2006 كانت جديرة بالملاحظة على وجه الخصوص لقدرتها على الانطلاق إلى مسافات ابعد من ذى قبل عند ركلها، مما أدى إلى الضربات الطويلة المدى التي كانت ترمي إلى زيادة عدد الأهداف، وزيادة التمتع بها. كان يعتقد أن حراس المرمى لن يشعرون براحة كافية مع هذا التصميم الجديدالذي يدعون أنه سيتحرك بشكل رائع وغير متوقع.

### لعبة كرة التنس
قامت أديداس برعاية لاعبي التنس وأدخلت مؤخرا خطا جديدا لإنتاج مضارب التنس. يستخدم الريشة «اللاعب العادى»، أما «لاعب النادي» فأديداس تهدف لإمداد لاعبى المسابقات «لاعبى البطولة» ب الباريكاد تور ذو قوة 12.2 ترعى أديداس اللاعبين المحترفين التاليين: نوفاك دجوكوفتش آندي موراي، فرناندو غونزاليس، والروسي مارات سافين، دينارا سافينا، وانا ايفانوفيتش، فرناندو فيرداسكو، جيل سيمون، ماركوس باغداتيس وفريق الزوجي بوب ومايك بريان. تستخدم شركة اديداس لملابس التنس تكنولوجيا كليماكوول الموجودة في غيرها من القمصان والأحذية الرياضية.

### الجولف
في عام 1997، اشترت أديداس تايلور ميد شركة تايلورماد0} كان هدف تايلور ماد العودة سريعا للاستحواذ على السوق. ونجحت الشركة في تحقيق هذا الهدف، في أواخر عام 2004 عندما أصبحت رسميا رقم 1 في الغولف. يوم 14 أكتوبر 2008، اكتسبت أديداس، من خلال فرعها تيلورماد 72 مليون دولارا، على افتراض 46.3 مليون دولارا ديون.

### الكريكيت
في التسعينات وقعت أديداس عقدا مع ضارب الكرة رقم 1 في العالم سابقا ساشين تندولكار لتصنيع أحذية له وهو لا يزال يرتدي أحذية أديداس عندما يلعب مباريات.
في عام 2008، تحركت أديداس نحو السوق الإنجليزية للكريكيت لرعاية النجم الإنجليزي كيفن بيترسن بعد إلغاء تعامله مع وودوورم، عندما واجهت صعوبات مالية. وفي العام التالي وقعت عقدا مع زميل اللاعب الانجليزى ايان بيل. وتتوفر منتجاتها في نطاق انكرزا وبيلررا، وليبرو.
كما ترعى أديداس فريق الكريكيت الإنكليزي وفريق الكريكيت الأسترالي في عام 2008، في الطبعة الأولى من دليل الدوري الهندي الممتاز، تناول رعاية الفريقين مومباي انديانز ودلهي داريديفيلز.

### كرة السلة
عملت أديداس على صناعة أحذية كرة السلة لفترة طويلة. واشتهرت بحذاء سوبر ستار، وبرو مودل توينز المعروف باسم «شلتوز» بشكله المنمق والمطاط الذي يحمى أصابع القدم. كما نالت ملابس الهيب هوب شعبية كبيرة في الثمانينات حيث ظهرت جنبا إلى جنب مع الملابس البوليستر التي تحمل دعاية لاديداس.
بالإضافة إلى ذلك فإن اديداس حاليا هي المورد لجميع الامتيازات ال30 في الدوري الأمريكي لكرة السلة للمحترفين، (لتحل محل ريبوك بعد دمجها) كما ترعى عدد هائل من الاعبين القدامى والجدد مثل كريم عبد الجبار وتريسي مكجرادي ودوايت هوارد، تشونسي بيلوبس، ديزموند ميسون، وكيفن غارنيت، وتيم دنكان، وديفين هاريس ومؤخرا بيت مارافيش.
في أواخر الثمانينات، حصل باتريك إيوينج ذات مرة على عدد هائل من توقيعات اديداس الشهيرة، التي تعرف الآن باسم أتيتيود منذ أن أصبح إيوينج غبر مرتبط بعقد (أراد ان يبدأ خط إنتاج خاص به تحت اسم نكست سبورتس في أوائل 1990). كوب براينت انضم لرابطة كرة السلة بموجب عقد مع أديداس، ولكن مع عدم تجديد العقد في عام 2002 بعد أزمة الركود وتجاوب السوق مع حذاء كوبتو. ومنذ ذلك الحين وقع مع شركة نايكي.
كانت أديداس أيضا القائد والمبدع.

### لعبة لاكروس
في عام 2007، اعلنت اديداس أنها ستنتج في المستقبل معدات لاكروس، وسوف ترعى أديداس لاكروس الوطنية الكلاسيكية في يوليو 2008 لأفضل 600 لاعب في المراحل الأولى بالمدارس الثانوية في الولايات المتحدة.

### الرجبي
تصنع أديداس كرة الرجبي وغيرها من الملابس والمعدات. وحاليا، تورد اديداس الكرات إلى فريق البلاكس النيوزيلندى، وكذلك بوما وفريق الرجبى الأرجنتينى.

### التزلج
صنعت أديداس حذاء تزلج يختلف عن النماذج السابقة. ويتألف فريقها للتزلج من:
- دنيس بوزينتس
- مارك جونزاليس
- سيلاس باكستر - نيل
- بيني فيرفاكس
- تيم أوكونور
- جاك براون
- ديف باشينسكى
- نيستور جوكينز
- ليم فيلمن
- فينس ديل فالي

## الملحقات
صممت أديداس ساعات اليد، والنظارات، والحقائب، والقبعات والجوارب 

## أدوات التزين
كما أنتجت أديداس أيضا مجموعة من مزيلات رائحة العرق والعطور، الكولونيا بعد الحلاقة، وملابس داخلية.

## التسويق

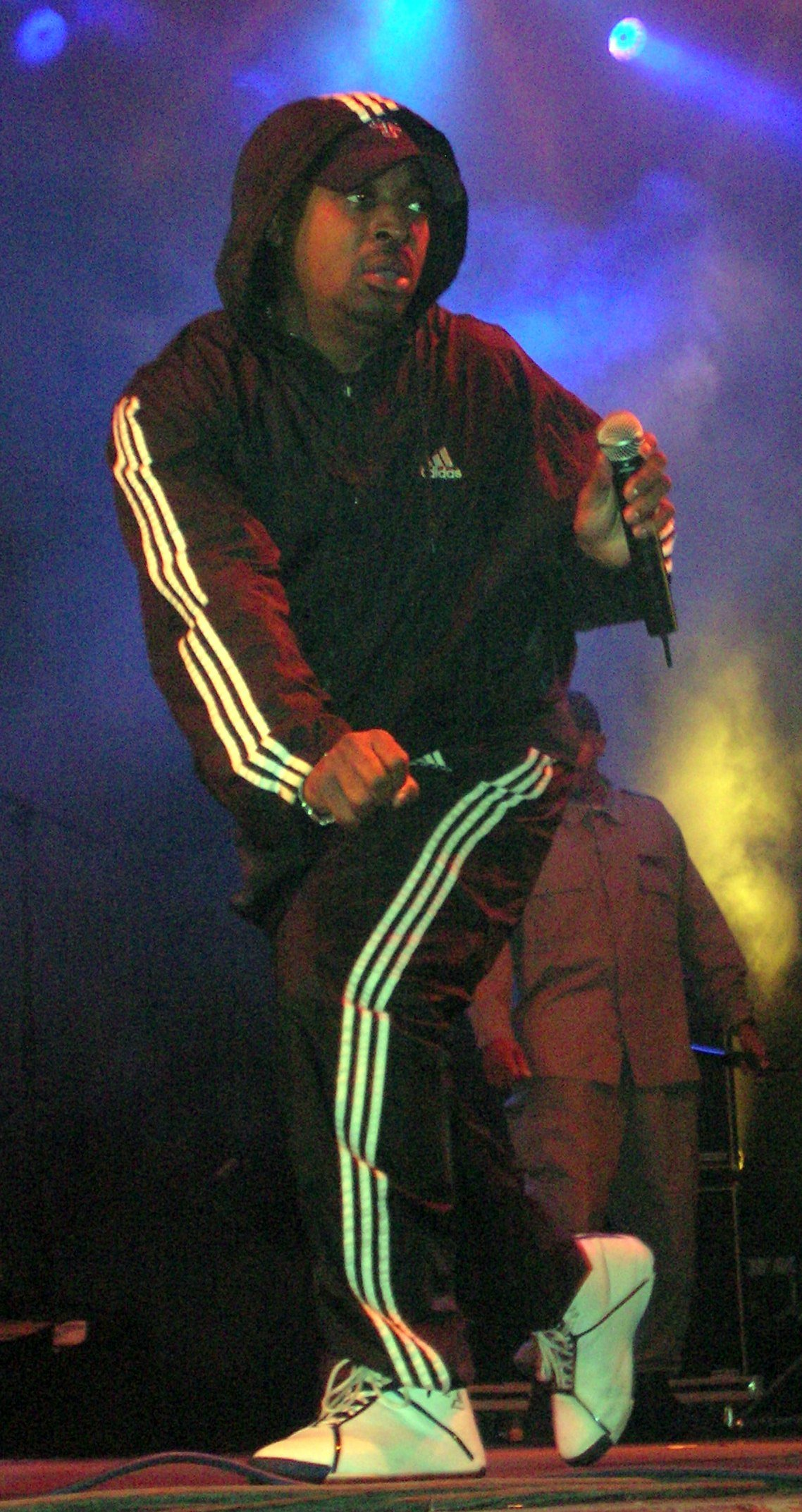
المغني تشاك جي مرتدي طقماً خاصاـ بـ اديداس

أطلقت أديداس مبادرات فريدة وديناميكية للتسويق في الوسائط التقليدية والجديدة. ولديهم شجاعة الابتكار، والقيام بالحملات غير التقليدية والتي لا تقتصرعلى منتجاتهم إنما تمتد إلى ما وراء منتجاتها إلى فلسفة كاملة، للتفكير، وأسلوب الحياة. هنا العديد من الحملات التي لا تتكلم فقط عن منتجات اديداس، إنما عن نمط الحياة الذي شكلوه:
مثل دليل الفن المدنى، والاستقلال والتعبير الإبداعي، خاصة في مناطق حضرية. والتطبيقات الفنية في الشوارع من أجل ابل أي فون، دعم رسامى الشوارع ووصف الموردين بأنهم شركة تعمل من أجل الشعب.
مي أديداس تسمح للعملاء بتعديل الأحذية كما يناسبهم.
حملة أديكولور فيرال فيديو—مقطوعة فيديو تلقى رواجا من خلال مشاركتها عبر الإنترنت، ترمز لالتزام أديداس بالمصطلح مهما كان غريبا.

## الرعاية

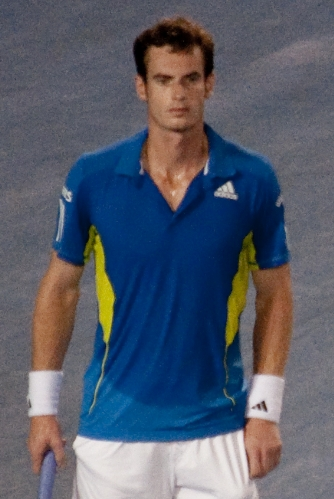
آندي موراي، ربع نهائي بطولة أستراليا المفتوحة 2010.

أديداس هي الراعي الرئيسي والمورد للفريق المتميز فريق الرجبى الوطني النيوزيلندى وأيضا فريق الرجبي الوطني الأرجنتين لوس بوماس، ستاد فرانسز ومونستر.
أديداس هي أهم الجهات الراعية للفريق الناجح فريق الكريكيت الأسترالي وفريق الكريكيت الإنكليزي. كما أنها الراعى الرسمى للاعب الكريكيت الهندي ساشين تندلكار، وفيرندر سيوج. وكذلك لاعب الكريكيت الإنجليزي كيفن بيترسن وإيان بيل. أديداس هي أهم المشاركين في مسابقات الكريكيت الأسترالي المحلى—بورا كب، ك اف سى توينتى بيج باش، فورد رانجر ون داى كب.وهي أيضا راعى الدورى الهندي الممتاز، وفرق دلهى درديفيلز، وممباى انديانز.
كما ترعى شركة اديداس جولد كوست تيتانز، وسان جورج لاورا دراجونز وهي ممن أندية دوري الرجبي في مسابقات دورى الرجبى الوطني الأسترالية
كما أنها ومنذ وقت طويل هي الممول لفريق كرة القدم الوطني الألمانى منذ عام 1954، والرعاية التي بدأت في 1954 وتستمر حتى عام 2027.
أديداس نشطة جدا في رعاية كبار أندية كرة القدم مثل: نادي الهلال السعودي، الاهلى المصري، أي ك اف غوتبورغ، وايه سى ميلانو، واولمبيك مرسيليا، واياكس امستردام الهولندي، وبايرن ميونيخ الألماني، أف سي شالكه 04، فلوميننسي، بنفيكا، تشلسي، ليفربول، ونيوكاسل يونايتد أف سي، ونادي الزمالك، بيسيكاتسوباسيكتاس، وغلطة سراي، وفنربنشك، ويو ايه ان ال تيجرز،، باناثينايكوس، ريال مدريد، نادي اتلتيكو ريفر بلات، واس أي بالميراس، نادي يونيفرسيداد دي شيلي، وكولومبيا، وفرق كرة القدم في نادي ديبورتيفو لوس ميلوناريوس، ديبورتيفو كالي، اتليتيكو ناسيونال ومانشستر يونايتد.
أصبحت أديداس راعى الدورى الممتاز لكرة القدم من خلال تعاقد لمدة 10 سنوات تم توقيعه في نوفمبر، 2004.هذا التعاقد يجعل أديداس الراعى الرسمى للاعبين ومرخص لها إمداد الفريق بمنتجاتها وكذلك العمل معا لتكوين اتحاد متطور.
كما ترعى شركة اديداس أحداث مثل ماراثون لندن.
وسط الانتقادات، أنفقت اديداس 70 مليون يورو خلال دورة الألعاب الأولمبية الصيفية لعام 2008 في بكين، الصين.
كما تسوق أديداس لنفسها داخل ناسكار فهى ترعى بعض الأسماء الكبيرة مثل ديل ارنهارد، وتونى ستيوارت.

## معلومات عن الشركة

### المجلس التنفيذي الحالي
- الرئيس التنفيذي لمجموعة اديداس: هربرت هاينر
- الرئيس التنفيذي للشركة (1993-2002): روبرت لويس دريفوس.
- ممول فريق أديداس: روبن جاى ستوكر
- الرئيس التنفيذي لماركة أديداس: إيريك ستامنجر
- المدير العالمي لمجموعة اديداس : غلين إس بينيت

### المعلومات المالية
| البيانات المالية الواردة (مليون ₡)               | العام  | 2002  | 2003  | 2004  | 2005   | (2006). |
| مبيعات                                           | 6,5263 | 6,266 | 6,478 | 6,636 | 10,084 |         |
| الارباح قبل الفوائد والضرائب والاهلاك والاستهلاك | 532    | 627   | 725   | 818   | 1098   |         |
| النتائج الصافية                                  | 208    | 260   | 314   | 382   | 483    |         |
| صافي الدين                                       | 1498   | 946   | 594   | 551   | 2231   |         |

## الانتقاد

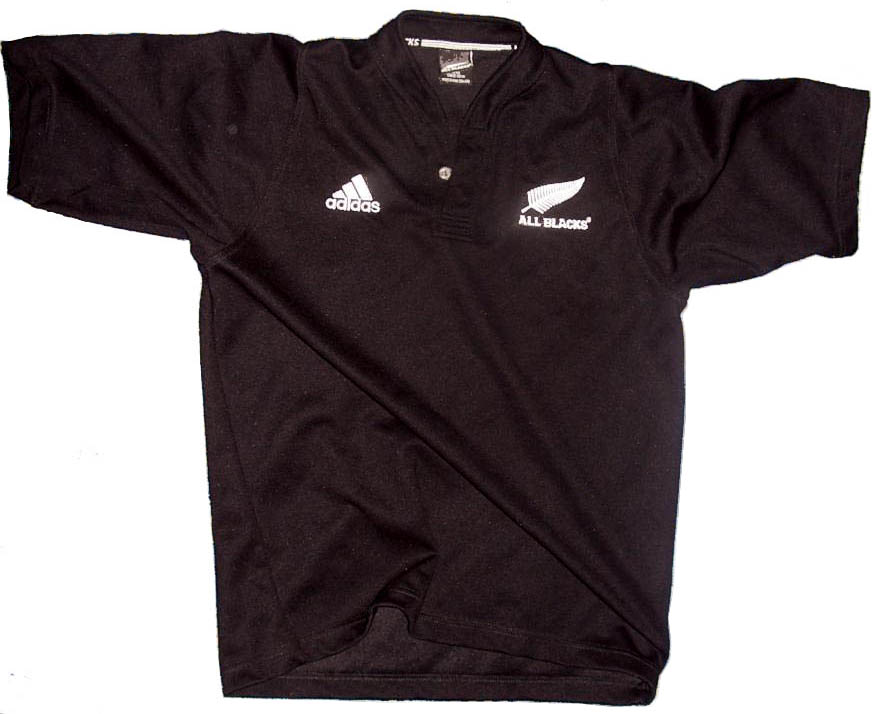
قميص فريق All Blacks (تم ارتداؤه لأول مرة عام 1999)

كما هو الحال مع غالبية الشركات متعددة الجنسيات، فممارسة المهنة واّداب المهنة والحرص على توفير الرفاهية للعاملين كثيرا ما يعرضها للتحقيق والنقد. ومنذ عام 2012 إبان دورة الألعاب الأولمبية، خرجت تقارير تؤكد سوء بيئة العمل، وضررها على العاملين والعاملات في مصانع الصين وسيرلانكا وإندونيسيا، وفيتنام والفلبين. شملت الأضرار سوء المعاملة وتدني الأجور، وطول ساعات العمل، إلى جانب عمل الأطفال بالمصانع، وعدم وجود التأمينات الصحية والمعيشية والحوافز.

## الشعار
«ليس هناك مستحيل» الاتجاه الحالي للتسويق لشعار أديداس. نظمت هذه الحملة وكالة إعلانية تعرف ب (180/TBWA)، مقرها أمستردام وبالتعاون مع وكالة أخرى تعرف ب (TBWA / Chiat) في سان فرانسيسكو—وخاصة الحملة التي تقوم بها من أجل كرة السلة حملة «المعتقدات الخمسة».

## أصول أديداس
تشير إلى خط الملابس الرياضية والحملة الجديدة التي أطلقتها أديداس بداية عام 1996، عندما تم انقسامها إلى 3 مجموعات رئيسية، لكل منها عمله الخاص. تم إصدار أربعة أشرطة فيديو حتى الآن، هم «الألعاب الأصلية»، يظهر بها مجموعة من الشباب والفتيات يلعبون نوعا من الألعاب الأولمبية المعدلة في الشوارع، و«حقائب للقدم»، رحلة عبر شوارع برلين مع فتاة تدعى آميلي تأخذ صورا مشوقة. و«قصة ادي داسلر»، الذي يحكي قصة مؤسس أديداس. وأخيرا «أصوات المدينة»، يعرض كيف أن الأبرشية اللاهوتية تجمع الأصوات لموسيقاه.

## فصل
في الفترة من منتصف إلى أواخر التسعينات، قسمت أديداس إلى ثلاث مجموعات رئيسية، وأصبح لكل منها نشاطه الخاص. تهدف أديداس إلى الحفاظ على إخلاصها للرياضيين بتركيزها على الموضة وأسلوب الحياة ضمن المجموعة الرئيسية، وذلك بتأسيس واى-ثرى.

## واي ثري
تعاونت أديداس مع المصمم الياباني ياماموتو لتأسيس واى ثرى. تتعامل أديداس حاليا مع المصمم البريطاني الصاعد لورانس داونى، ومن المقرر ان يتم الإعلان عن ذلك بحلول صيف عام 2009.

## صور

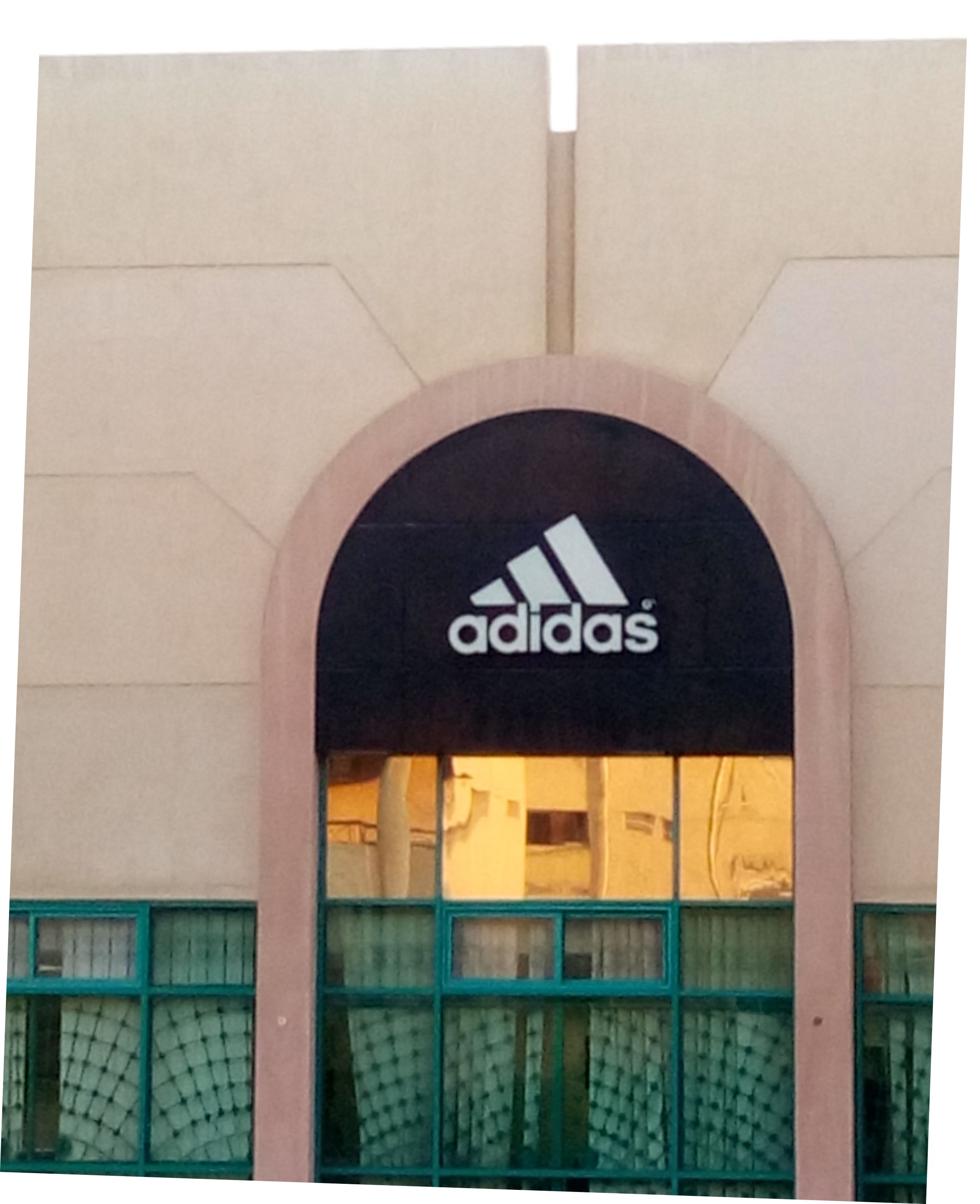
فرع أديداس في الرحاب، القاهرة الجديدة

## وصلات خارجية
- أديداس تقدم حذاء ذكيا لكرة السلة